# Sotsiaaldemokraatlik Erakond
Die Sozialdemokratische Partei (estnisch: Sotsiaaldemokraatlik Erakond), kurz SDE, ist eine sozialdemokratische Partei in Estland. Ihr Vorsitzender ist Lauri Läänemets, der 2022 Indrek Saar ablöste. Die Partei ist Mitglied der SPE und Beobachter bei der Sozialistischen Internationale. Im Vergleich zu anderen sozialdemokratischen Parteien Europas stand die SDE für eine eher konservative Politik, die sich in der Zusammenarbeit mit Rechtsparteien niederschlug. Die Partei (bzw. deren Vorgänger) war mehrfach an der estnischen Regierung beteiligt (siehe Estland Die Koalitionen ab 1992).

## Geschichte
Die Partei entstand 1990. An der Parlamentswahl 1992 nahmen die Sozialdemokraten in einer Wahlallianz mit der (agrarzentristischen) Estnischen Land-Zentrumspartei teil; die Allianz errang 9,73 % der Stimmen und damit 12 Sitze in der Riigikogu und beteiligte sich an der Regierung von Mart Laar von 1992 bis September 1994 und am Kabinett Tarand (Tarand selbst gehörte der Partei Die Moderaten an), das vom November 1994 bis März 1995 bestand. Bei der Parlamentswahl 1995 erhielten Die Moderaten nur 5,99 % der Stimmen (6 Sitze) und blieben in Opposition.
Im Jahre 1996 folgte der Zusammenschluss der Sozialdemokratischen Partei und der Estnischen Land-Zentrumspartei zur Mõõdukad (Die Moderaten). 1999 verbündete sich die Partei „Die Moderaten“ noch mit der konservativen Volkspartei (die aus Splittergruppen der Vaterlandsunion bestand). Zusammen nahmen die beiden Parteien auch an der Parlamentswahl 1999 teil (15,21 % der Stimmen und 17 Sitze); die Parteien fusionierten formell im Herbst 1999 („Volkspartei - Die Moderaten“). Die Partei nahm von März 1999 bis Januar 2001 an der Regierung teil (siehe Kabinett Laar II).
Unter dem Namen Volkspartei – Die Moderaten trat sie auch zur Parlamentswahl 2003 an, bei der sie 7,04 Prozent der Stimmen und damit nur sechs Sitze im Riigikogu (Parlament) errang. 2004 erfolgte die Umbenennung der Partei in Sotsiaaldemokraatlik Erakond.
Bei den Parlamentswahlen 2007 konnten die Sozialdemokraten ihren Stimmenanteil auf 10,61 Prozent ausbauen und mit 10 Sitzen erneut in die Riigikogu einziehen. Sie waren bis Mai 2009 mit drei Ministern im Kabinett Ansip II vertreten. Danach kam es zu einem Streit über Maßnahmen zur Bekämpfung der Wirtschaftskrise. Die sozialdemokratischen Minister wurden entlassen, die SDE ging in die Opposition.
Mit den Parlamentswahlen 2011 konnte der Stimmenanteil auf 17,1 Prozent (19 Sitze) erhöht werden. An der Oppositionsrolle änderte sich aber zunächst nichts. Erst nach dem Rücktritt der Vorgängerregierung, kam es im März 2014 zur Bildung einer Koalition zwischen der liberalen Reformpartei und der SDE. Neuer Regierungschef wurde der bisherige Sozialminister Taavi Rõivas (Reformpartei). Die Sozialdemokraten stellten in dieser, bis zur nächsten regulären Wahl amtierenden Übergangsregierung, sechs Minister.
Bei den Parlamentswahlen 2015 konnte die bisherige Regierung ihre knappe Mehrheit nicht verteidigen. Die SDE erreichte diesmal 15,2 Prozent und konnte nur noch 15 Abgeordnete ins Parlament entsenden. Da auch die Reformpartei Stimmen verloren hatten, war man zur Mehrheitsbildung auf einen dritten Koalitionspartner angewiesen. Nach Abschluss der Koalitionsverhandlungen trat am 9. April 2015 die neue Regierung aus Reformpartei, Sozialdemokraten und der konservativen Vaterlandspartei ihr Amt an. Die SDE war hier mit vier Ministern am Kabinettstisch vertreten. Diese Koalition zerbrach im November 2016. Die Sozialdemokraten und die Vaterlandspartei traten in eine neue Koalitionsregierung mit der Zentrumspartei ein. Neuer Premierminister wurde der Vorsitzende der Zentrumspartei Jüri Ratas. In der Regierung stellten die Sozialdemokraten fortan fünf Minister.
Bei der Parlamentswahl im März 2019 verloren alle drei Parteien der bisherigen Regierungskoalition an Stimmen. Die Sozialdemokraten verloren 5,4 % und kamen nur noch auf 9,8 %, bzw. 10 Abgeordnete. Die bisherige Regierung hatte keine Mehrheit mehr im Riigikogu. Ratas bildete daraufhin eine neue Koalitionsregierung aus Zentrumspartei, der rechtspopulistischen EKRE und Vaterlandspartei. Die Sozialdemokraten waren in der Folgezeit wieder in Opposition und kehrten erst im Juli 2022, mit dem Übergangskabinett K. Kallas II., in die Regierungsverantwortung zurück. Dort stellten sie fünf Minister.
Nach der Parlamentswahl 2023, die der Partei (bei etwa gleicher Stimmanzahl wie zuvor) neun Mandate bescherte, gelang Ministerpräsidentin Kaja Kallas die Bildung einer Koalition aus ihrer Reformpartei, Eesti 200 und der SDE. Im neuen Kabinett K. Kallas III stellten die Sozialdemokraten drei Minister. Im darauffolgenden Kabinett Michal stellten die Sozialdemokraten vier Minister. Am 11. März 2025 wurden die SDE-Minister von Ministerpräsident Kristen Michal nach einem Konflikt über die Steuerpolitik aus der Regierung entlassen.

## Wahlergebnisse
| Jahr | Stimmen | Anteil | Mandate | Platz |
| ---- | ------- | ------ | ------- | ----- |
| 1992 | 44.577  | 9,7 %  | 12/101  | 4.    |
| 1995 | 32.381  | 6,0 %  | 6/101   | 5.    |
| 1999 | 73.630  | 15,2 % | 17/101  | 4.    |
| 2003 | 34,837  | 7,0 %  | 6/101   | 6.    |
| 2007 | 58.363  | 10,6 % | 10/101  | 4.    |
| 2011 | 98.307  | 17,1 % | 19/101  | 4.    |
| 2015 | 87.168  | 15,2 % | 15/101  | 3.    |
| 2019 | 55.349  | 9,8 %  | 10/101  | 5.    |
| 2023 | 56.584  | 9,3 %  | 9/101   | 5.    |

| Jahr | Stimmen | Anteil | Mandate | Platz |
| ---- | ------- | ------ | ------- | ----- |
| 2004 | 85.433  | 36,8 % | 3/6     | 1.    |
| 2009 | 34.508  | 8,7 %  | 1/6     | 5.    |
| 2014 | 44.550  | 13,6 % | 1/6     | 4.    |
| 2019 | 77.375  | 23,3 % | 2/7     | 2.    |
| 2024 | 71.171  | 19,3 % | 2/7     | 2.    |

## Parteivorsitzende
- Marju Lauristin (1990–1995)
- Eiki Nestor (1995–1996)
- Andres Tarand (1996–2001)
- Toomas Hendrik Ilves (2001–2002)
- Ivari Padar (2002–2009)
- Jüri Pihl (2009–2010)
- Sven Mikser (2010–2015)
- Jevgeni Ossinovski (2015–2019)
- Indrek Saar (2019–2022)
- Lauri Läänemets (seit 2022)